# Ewa Łużyniecka
Ewa Łużyniecka (ur. 1958) – polska architekt. Absolwentka z 1982 Politechniki Wrocławskiej. Od 1999 profesor na Wydziale Architektury Politechniki Wrocławskiej. Odznaczona Srebrnym Krzyżem Zasługi (2000), Złotą Odznaką Politechniki Wrocławskiej z Brylantem (2015).